# Chámbatha
Chámbatha, en grec moderne : Χάμπαθα, est un village du dème d'Apokóronas, dans le district régional de La Canée, de la Crète, en Grèce. Selon le recensement de 2011, la population de Chámbatha compte 32 habitants.
Le village est situé à 37 km de La Canée et à une altitude de 180 mètres.

## Recensements de la population
| Recensements | 1900 | 1920 | 1928 | 1940 | 1951 | 1961 | 1971 | 1981 | 1991 | 2001 | 2011 |
| ------------ | ---- | ---- | ---- | ---- | ---- | ---- | ---- | ---- | ---- | ---- | ---- |
| Population   | 102  | 97   | 107  | 133  | 114  | 110  | 95   | 61   | /    | 61   | 32   |